# AUDIO RULEZ
AUDIO RULEZ（オーディオルールズ）は、2005年4月まで活動していた日本の音楽バンドである。
1999年に結成された前身のバンドMILKRUN（ミルクラン）から、2004年3月改名。活動当時の所属はビクターエンタテインメント、アミューズ。

## メンバー
増田博長（ギター、メインボーカル）
1975年12月16日生まれ　射手座　A型　鹿児島県出身
本田光史郎（ベース、ボーカル）
1979年8月2日生まれ　獅子座（血液型不明）　熊本県出身
2008年夏にドラえもんの舞台版である「ドラえもん のび太とアニマル惑星」の音楽の作曲・編曲を務めている。
秋月健太郎（ギター、ボーカル）
1976年9月19日生まれ　乙女座　O型　鹿児島県出身
荒川浩士（ドラム、ボーカル）
1977年3月11日生まれ　魚座　A型　京都府出身

## 略歴
- 1999年　京都にて結成
- 2002年11月　1stシングル「夜空へと」でメジャーデビュー
- 2003年2月　2ndシングル「嘘のない歌」リリース
- 2003年6月　アルバム「くちびるに歌をもて」リリース
- 2003年7月　3rdシングル「How about the MILKRUN? ～Apple of My Eye～」リリース
- 2004年3月　AUDIO RULEZに改名
- 2004年4月 1stシングル「ニューエイジドリーム」をリリース[1]
- 2004年8月 2ndシングル「雨の中で」リリース
- 2004年11月 3rdシングル「羅針盤」リリース
- 2005年2月 アルバム「AUDIO RULEZ」をリリース
- 2005年4月1日の最終ライブを以って解散
- 2016年4月1日 Shibuya eggmanにて、MILKRUN×AUDIO RULEZとして11年ぶりの復活・限定ライブを開催

## バンド名の由来
- 「MILKRUN」を直訳すると「牛乳配達」になるが、意味合いとしては「牛乳配達の人が通りなれた道」≒「身近な場所・親しみやすさ」というニュアンスがこめられている[2]。
- AUDIO RULEZには「AからZまで全方位にアンテナを張り、音楽を支配する」の意がこめられている。また、スラングで「○○RULES!」は「○○最高！」を意味するため、「音楽最高」の意もこめられている。

## タイアップ一覧
| 使用年      | 曲名                   | タイアップ                                                        |
| ----------- | ---------------------- | ----------------------------------------------------------------- |
| MILKRUN     |                        |                                                                   |
| 2002年      | 夜空へと               | TBS系『COUNT DOWN TV』2002年11月度オープニングテーマ              |
| 2003年      | 嘘のない歌             | 日本テレビ系 水曜ドラマ『最後の弁護人』エンディングテーマ         |
| 2003年      | LA LA LA LIVE MY LIFE! | フジテレビ系『金曜エンタテイメント』オープニングテーマ            |
| 2003年      | Apple of My Eye        | WOWOW「海外ドラマ」夏キャンペーンソング                           |
| AUDIO RULEZ |                        |                                                                   |
| 2004年      | ニューエイジドリーム   | フジテレビ系『奇跡体験!アンビリバボー』4〜6月エンディングテーマ   |
| 2004年      | 雨の中で               | テレビ朝日系『内村プロデュース』エンディングテーマ                |
| 2004年      | Alive                  | フジテレビ系『奇跡体験!アンビリバボー』7〜9月エンディングテーマ   |
| 2004年      | 羅針盤                 | TBS系アニメ『ジパング』オープニングテーマ                         |
| 2004年      | 揺れる声               | フジテレビ系『奇跡体験!アンビリバボー』10〜12月エンディングテーマ |

## 備考
- アルバム「くちびるに歌をもて」発売時、特定のCDショップでは予約購入・早期購入者に対して、非売品の特典ディスク「ウラくちびるに歌をもて」が付属していた。内容は、アルバムをバックにメンバーが曲のコメンタリーをしてくれる、ラジオ番組的な作りをしたものであった。
- アルバム版の「雨の中で」は、シングル版よりも後奏が延長されており、余韻を残す仕上がりとなっている。
- ニューエイジドリームに始まったアンビリバボーとのタイアップは、その後3期連続した。同番組において同じ歌手の曲が3期連続で使用されるというのは初めてのことであり、またテレビ番組の歴史的観点から見ても異例と言える。
- 4人で活動する最後の日、2005年4月1日のワンマンライブ(解散ライブ)の際に、たった一晩だけの1回限りの演奏になるにもかかわらず、新曲『Starting Over』を発表した。また、そのライブのアンコールで、観客より「Starting Overもう1回聞きたい」の声が上がり、ボーカルの博長も「今、そう言おうと思ったんだ」と応え、2度目の演奏が実現した。

## 出演番組

### テレビ
- フジテレビ HEY!HEY!HEY! MUSIC CHAMP（ゲスト）

### ラジオ
- 文化放送系 Lips Party21.jp（2002.10.～2003.07. 木曜日を担当）